# Elizabeth Spelke

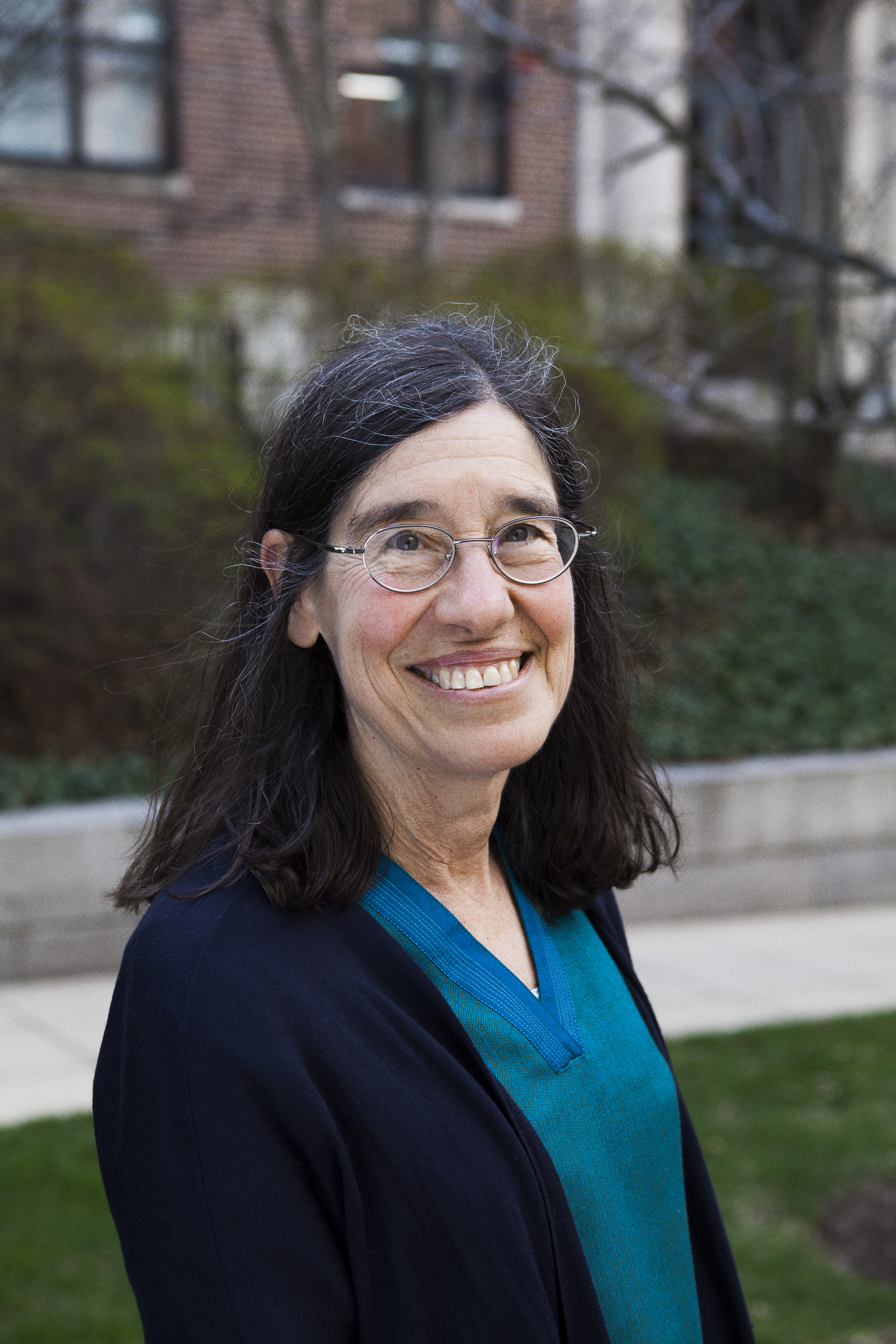
Elizabeth Spelke

Elizabeth Shilin Spelke (* 28. Mai 1949 in New York City)  ist eine US-amerikanische Entwicklungspsychologin und Kognitionswissenschaftlerin.

## Leben
Elizabeth Spelke studierte an der Harvard University (Radcliffe College) mit dem Bachelor-Abschluss 1971 (Social Relations), wobei der Kinderpsychologe Jerome Kagan ihr Lehrer war, studierte 1972/73 an der Yale University und wurde 1978 an der Cornell University in Psychologie bei der Entwicklungspsychologin Eleanor Gibson promoviert. 1977 wurde sie Assistant Professor und 1986 Professor an der University of Pennsylvania. 1982/83 war sie Gastwissenschaftlerin am MIT und 1984/85 in Paris beim CNRS (Fulbright Fellow). 1996 wurde sie Professorin für Kognitionswissenschaft am MIT und sie ist seit 2001 Professorin in Harvard.
Sie ist mit Susan Carey Gründerin und Direktorin des Laboratory for Development Studies an der Harvard University.
Elizabeth Spelke untersuchte die Entwicklung von geistigen kognitiven Fähigkeiten bei Kindern, Jugendlichen und Erwachsenen in Experimenten und ist eine Vertreterin der These, dass viele davon angeboren sind. Bei ihren Experimenten mit Babys benutzte sie die Preferential Looking Methode von Robert Fantz, die die Reaktionsunterschiede (Präferenzen) von Babys über die Länge der Zeit misst, denen diese ihnen präsentierten Bildern Aufmerksamkeit schenken. Damit fand sie zum Beispiel, dass Babys gewisse angeborene Erwartungen über das Verhalten von Objekten haben, zum Beispiel dass sie sich kontinuierlich bewegen und dass feste Objekte einander nicht durchdringen. Sie fand auch eine natürliche Anlage für die Einschätzung der Anzahl der Elemente einer Menge (einschließlich eine Art Addition und Subtraktion) sowie für Längeneinschätzungen (während die Zuhilfenahme anderer Eigenschaften wie Farbe zur Lokalisierung von Objekten erst später entwickelt wird).
Sie untersuchte auch soziales Verhalten von Kleinkindern und fand zum Beispiel, dass wenige Wochen alte Babys schon eine Präferenz für Personen hatten, deren Sprachduktus (zum Beispiel regionale Akzente) ihnen vertraut war, während die äußere Erscheinung wie die Hautfarbe einer Person ihnen im Vergleich dazu weniger wichtig war.
Spelke sieht in der menschlichen Sprache als Besonderheit des Menschen, um grundlegende angeborene Fähigkeiten zu kombinieren und so mit zunehmendem Alter über den Entwicklungsstand etwa von Menschenaffen hinauszukommen. Sie bilden deshalb fortgeschrittenere Fähigkeiten zur räumlichen Orientierung etwa an Ortsmarken zur selben Zeit aus, wie sie diese auch sprachlich ausdrücken können.
2005 nahm sie auch an prominenter Stelle an einer Debatte über kognitive Unterschiede bei Männern und Frauen teil, wobei sie keine wissenschaftlich gesicherten Hinweise auf signifikante Unterschiede sieht und auch bei ihren eigenen Experimenten mit Kindern nicht finden konnte. Auslöser war eine Bemerkung des damaligen Harvard-Präsidenten Lawrence Summers, der über angeborene mathematische Fähigkeiten von Männern gegenüber Frauen spekulierte. Sie führte dazu auch eine öffentliche Debatte mit ihrem Kollegen Steven Pinker, der auf Seiten von Summer argumentierte.
Spelke ist Mitglied der American Association for the Advancement of Science und wurde 1997 Fellow der American Academy of Arts and Sciences, 1999 Mitglied der National Academy of Sciences. 1988 war sie Guggenheim Fellow. 2015 wurde sie zum korrespondierenden Mitglied der British Academy gewählt. 2001 erhielt sie den Neuronal Plasticity Prize, 2009 den Jean-Nicod-Preis und 2016 den C.L. de Carvalho-Heineken-Preis für Kognitionswissenschaft. 2018 wurde sie mit dem George A. Miller Prize in Cognitive Neuroscience ausgezeichnet. 2010 erhielt sie von der Universität Utrecht den Ehrendoktortitel.
Sie ist seit 1988 verheiratet und hat zwei Kinder.